# Richard Župa
Richard Župa (ur. 27 kwietnia 1998 w Preszowie) – słowacki piłkarz występujący na pozycji lewego obrońcy w słowackim klubie Tatran Liptowski Mikułasz. Wychowanek Tatrana Preszów. W swojej karierze grał także w Tatranie Preszów, FK Pohroniach oraz Partizánie Bardejów.